# Günther Öhlschläger
Günther Öhlschläger (* 30. Juni 1947 in Heidelberg; † 9. Mai 2017) war ein deutscher Germanist.

## Leben
Nach der Promotion zum Dr. phil. an der Universität Heidelberg 1974 und Habilitation ebenda 1982 wurde er Professor in Leuven 1992 und in Leipzig 1994.

## Schriften (Auswahl)
- Linguistische Überlegungen zu einer Theorie der Argumentation. Tübingen 1979, ISBN 3-484-10301-9.
- Zur Syntax und Semantik der Modalverben des Deutschen. Tübingen 1989, ISBN 3-484-30144-9.
- als Herausgeber mit Irmhild Barz: Zwischen Grammatik und Lexikon. Tübingen 1998, ISBN 3-484-30390-5.
- als Herausgeber mit Hans Ulrich Schmid, Ludwig Stockinger und Dirk Werle: Leipziger Germanistik. Beiträge zur Fachgeschichte im 19. und 20. Jahrhundert. Berlin 2013, ISBN 3-11-028840-0.